# بارند سفلي
بارند سفلي هي قرية في مقاطعة سميرم، إيران. عدد سكان هذه القرية هو 447 في سنة 2006.